# Антоній (Федір-Теодор) Масюк
о. Антоній (Федір-Теодор) Масюк (20 травня 1917, Смолин — 7 березня 2011, Брюховичі біля Львова) — ієромонах Чину св. Василія Великого з підпілля УГКЦ та часів незалежності.

## Біографія
Він народився 20 травня 1917 року в селі Смолин (тепер Яворівського району Львівської області) у багатодітній селянській родині. Юнаком у 17-річному віці вступив до монастиря отців василіан в Кристинополі (сьогодні м. Шептицький Львівської області).
11 листопада 1937 р. під час облечин в Крехові Федір прийняв монаше ім'я Антоній.
1 січня 1939 р. бр. Антоній склав перші тимчасові обіти.
Відтак настоятелі призначили його до Жовкви, однак через наступ радянських окупантів бр. Антоній змушений повернутися на деякий час у своє рідне село. Розпочалося підпільне монаше життя.
З 1956 р. бр. Антоній проживав у Малехові, працював у колгоспі на різних роботах.
15 лютого 1966 р. склав професію довічних чернечих обітів. Прийнявши 25 листопада 1973 р. дияконські та ієрейські свячення в підпільній домашній каплиці в Малехові з рук преосвященного владики Йосафата Федорика, о. Антоній обслуговував вірних у м. Жовкві та ближніх селах: Мокротині, Волі Висоцькій, Скваряві, Глинську.
У вересні 1989 р. о. Антоній очолив великий історичний похід до Собору св. Юра у Львові разом із мирянами та духовенством з вимогою легалізації УГКЦ.
У 1990–2009 рр. отець невтомно душпастирював у храмі св. Андрія Первозванного у Львові, став справжнім духовним батьком для численних вірних, а останні роки життя (2009–2011) перебував у монастирі св. Йосифа в Брюховичах.
7 березня 2011 року на 94-му році життя у монастирі отців василіян в смт Брюховичі біля Львова помер о. Антоній (Федір-Теодор) Масюк. Похоронні богослужіння пройшли вранці 9 березня у церкві св. Андрія (Львів). Похоронили о. Антонія на монашому цвинтарі у с. Крехів на Львівщині.

## Діяльність
У 1948 році у Жовківському монастирі врятував з вогню Деревнянську чудотворну ікону Матері Божої Страждальної, яку атеїсти намагалися спалити з іншими церковними речами. Опікувався цією духовною реліквією, яка походить з другої половини XVII ст., як в часи підпілля, так і після відновлення діяльності УГКЦ.
Після ліквідації монастирів на Галичині в 40-х роках минулого століття бр. Антоній працював на різних важких роботах, але завжди і всюди залишався вірним своїм обітам.
У 1958 році розпочав вивчати філософію і богослов'я при підпільному монастирі отців василіян. Довічні обіти прийняв 1966 року. 25 листопада 1973 році був таємно висвячений на священика. Був одним з найактивніших і безстрашних діячів підпільної Церкви, здебільшого у Львові та довколишніх районах.
Отець Антоній Масюк став першим настоятелем церкви св. Андрія у м. Львові, яку передали отцям василіанам в 1990 році. У цьому храмі служив й інший відомий греко-католицький священник-монах о. Василь Зінько
В 1997–1999 роках служив у Жовківському монастирі отців василіан. В 1998 році отримав відзнаку Папи Івана Павла II «за вірність Апостольській столиці».